# 여자 원반던지기 대한민국 기록 추이
여자 원반던지기 대한민국 기록 추이는 다음과 같다.
| # | 기록   | 차이    | 선수   | 소속           | 날짜         | 대회명                                       | 개최지              | 경기장           | 주석 및 기타                      | 동영상 |
|   | 43m 19 | -       | 천순임 | 건국대         | 1968. 04. 25 | 육상 공인 기록회                             | 대한민국 서울특별시 | 효창 운동장      | 종전 43.04                        |        |
|   | 43m 23 | + 04cm  | 한동시 | 강릉시청       | 1968. 05. 28 | 제22회 전국 남녀 육상 선수권 대회            | 대한민국 서울특별시 | 서울운동장       | [ 2 ]                             |        |
|   | 44m 51 | + 126cm | 한동시 | 강릉시청       | 1968. 06. 29 | 공인 기록회                                  | 대한민국 서울특별시 | --               | [ 3 ]                             |        |
|   | 45m 22 | + 71cm  | 천순임 | 수자원개발공사 | 1969. 04. 26 | 시즌 오픈 기록회                             | 대한민국 서울특별시 | 서울 운동장      | [ 4 ]                             |        |
|   | 46m 80 | + 158cm | 백옥자 | 건국대         | 1970. 04. 26 | 시즌 오픈 육상 기록회                        | 대한민국 서울       | 서울 운동장      | 5월 24일에도 46m 12로 신기록 작성 |        |
|   | 47m 10 | +30cm   | 백옥자 | 국민은행       | 1973. 04. 25 | 제1회 아시아 친선 육상 경기 대회 최종 선발전 | 대한민국 서울       | 서울 운동장      | [ 6 ]                             |        |
|   | 47m 90 | + 80cm  | 백옥자 | 국민은행       | 1973. 05. 12 | 제1회 아시아 친선 육상 경기 대회             | 대한민국 서울       | 서울 운동장      | [ 7 ]                             |        |
|   | 50m 58 | + 268cm | 백옥자 | 국민은행       | 1974. 04. 27 | 육상 경기 시즌 오픈 대회                     | 대한민국 서울특별시 | 서울운동장       | [ 8 ]                             |        |
|   | 51m 04 | + 0.46m | 김선화 | 쌍룡동해공장   | 1980. 05. 17 | 제9회 전국 종별 육상 경기 선수권 대회        | 대한민국 서울       | 서울 운동장      | [ 9 ]                             |        |
|   | 51m 30 | + 0.26m | 김선화 | 동원탄좌       | 1983. 09. 11 | 제37회 전국 육상 경기 선수권 대회            | 대한민국 서울       |                  | [ 10 ]                            |        |
|   | 51m 64 | + 0.34m | 김선화 | 동원탄좌       | 1984. 11. 03 | 제38회 전국 육상 경기 선수권 대회            | 대한민국 서울       | 서울 운동장      | [ 11 ]                            |        |
|   | 53m 12 | + 1.58m | 이연경 | 안동시청       | 2008. 06. 04 | 제62회 전국 육상 경기 선수권 대회            | 대한민국 대구       | 대구 스타디움    | 24년만의 기록 경신임.             |        |
|   | 53m 47 | + 0.25m | 김민   | 목포시청       | 2012. 04. 24 | 제16회 전국 실업 육상 경기 선수권 대회       | 대한민국 안동       | 안동 시민 운동장 |                                   |        |
|   | 54m 76 | + 1.29m | 김민   | 목포시청       | 2013. 04. 17 | 제17회 전국 실업 육상 경기 선수권 대회       | 대한민국 대전       | 한밭 운동장      | [ 12 ]                            |        |

## 같이 보기
- 여자 원반던지기 세계 기록 추이
- 남자 원반던지기 대한민국 기록 추이
- 남자 원반던지기 세계 기록 추이